# Metin Türen
Metin Türen (Göztepe, Estambul, 2 de abril de 1994) es un baloncestista turco  que pertenece a la plantilla del Merkezefendi Belediyesi Denizli de la Basketbol Süper Ligi turca. Con 2,08 metros de estatura, juega en la posición de ala-pívot.

## Trayectoria deportiva

### Profesional
Comenzó a jugar a baloncesto en las categorías inferiores del Darüşşafaka S.K., donde llegó al primer equipo en la temporada 2011-12, promediando en su primera temporada 1,9 puntos y 2,0 rebotes por partido.
En su última temporada promedió 2,9 puntos y 2,1 rebotes por partido.
En la temporada 2022-23, firma por el Gaziantep Basketbol de la Türkiye Basketbol Süper Ligi, la primera categoría del baloncesto turco.
El 26 de diciembre de 2024 fichó por el Merkezefendi Belediyesi Denizli de la Basketbol Süper Ligi turca.

### Selección nacional
Fue un habitual de la selección de Turquía en sus categorías inferiores. Ganó la medalla de oro en el Europeo Sub-20 disputado en Grecia en 2014, torneo en el que promedió 6,6 puntos y 7,2 rebotes por partido. Ganó además sendas medallas de bronce en los Europeos sub-18 de Polonia en 2011 y en los sub-16 de Montenegro en 2010.
Con la selección absoluta fue incluido en la lista preliminar de 20 jugadores para disputar el preolímpico de 2016, pero finalmente fue uno de los jugadores descartados.